# Dustin Hogue
Dustin Hogue, né le 30 juin 1992, à Yonkers, dans l'État de New York, est un joueur américain de basket-ball. Il évolue aux postes d'ailier fort et de pivot. 

## Biographie
Dustin Hogue a un frère, Doug (en), joueur de football américain.